# BMW X1
La BMW X1 è un'autovettura di tipo SUV di segmento C prodotta dal 2009 dalla casa automobilistica tedesca BMW in tre generazioni.

## Storia
Con la X1, la casa di Monaco di Baviera volle nel 2009 estendere verso il basso la sua gamma nel mercato dei SUV e dei crossover, visti i numeri di vendita ottenuti dai modelli di fascia superiore.
La X1 ha visto il lancio di due generazioni di modelli: la prima, siglata E84, è stata prodotta fino all'estate del 2015, quando alla stampa è stata presentata la seconda generazione, siglata F48 e inserita fin da subito nei listini europei, venduta dal 2015 al 2022. La terza generazione della X1, indicata con la sigla U11, è sul mercato dal 2022.

## Galleria d'immagini
Qui di seguito sono elencate le tre generazioni finora prodotte della X1:
| BMW E84   | BMW F48   | BMW U11  |
| --------- | --------- | -------- |
|           |           |          |
|           |           |          |
| 2009-2015 | 2015-2022 | dal 2022 |